# Bjørnar Neteland
Bjørnar Neteland, né le 20 mai 1991, est un skieur alpin norvégien.

## Biographie
Il est actif dans des compétitions de la FIS depuis 2006. Il fait ses débuts en Coupe du monde en février 2014 à Kvitfjell, puis marque ses premiers points en février 2016 à Hinterstoder. Il remporte la Coupe d'Europe en 2016. Il participe à ses premiers Championnats du monde en 2017.

## Palmarès

### Championnats du monde
| Épreuve / Édition          | Descente | Super G | Slalom géant | Slalom | Combiné / super combiné |
| Mondiaux 2017 Saint-Moritz | -        | 25e     | 26e          | -      | 16e                     |

Légende :

— : n'a pas participé à cette épreuve

### Coupe du monde
- Meilleur classement général : 92e en 2017.
- Meilleur résultat : 16e.

#### Différents classements en coupe du monde
| Saison / Épreuve | Saison / Épreuve | Général | Général | Descente | Descente | Slalom | Slalom | Slalom géant | Slalom géant | Super G | Super G | Combiné | Combiné |
| ---------------- | ---------------- | ------- | ------- | -------- | -------- | ------ | ------ | ------------ | ------------ | ------- | ------- | ------- | ------- |
| Saison / Épreuve | Saison / Épreuve | Class.  | Points  | Class.   | Points   | Class. | Points | Class.       | Points       | Class.  | Points  | Class.  | Points  |
| 2015             | 2015             | 149e    | 3       | -        | -        | -      | -      | -            | -            | 56e     | 3       | -       | -       |
| 2016             | 2016             | 157e    | 2       | -        | -        | -      | -      | -            | -            | 58e     | 2       | -       | -       |
| 2017             | 2017             | 92e     | 57      | -        | -        | -      | -      | 36e          | 32           | 39e     | 15      | 33e     | 10      |
| 2019             | 2019             | 134e    | 10      | -        | -        | -      | -      | 49e          | 7            | 57e     | 3       | -       | -       |

### Coupe d'Europe
- Vainqueur du classement général en 2016.
- Vainqueur du classement du combiné en 2015.
- 5 victoires (2 en super G, 2 en combiné et 1 en slalom géant).

Palmarès en avril 2019

### Championnats de Norvège
- Champion de Norvège du slalom géant en 2015.